# Hưng Yên

Hưng Yên 2015.

Hung Yen (på vietnamesiska Hưng Yên) är en stad i Vietnam och huvudstad i provinsen Hung Yen. Folkmängden uppgick till 82 637 invånare vid folkräkningen 2009, varav 48 019 invånare bodde i själva centralorten.